# Ешенбург
Ешенбург (нім. Eschenburg) — громада в Німеччині, знаходиться в землі Гессен. Підпорядковується адміністративному округу Гіссен. Входить до складу району Лан-Дилль.
Площа — 45,71 км2. Населення становить 9950 ос. (станом на 31 грудня 2020).